# Мо Сизлак
Моамар Моррис «Мо» Сизлак (англ. Moemar Morris «Moe» Szyslak) — персонаж мультсериала «Симпсоны», озвученный Хэнком Азариа. Также неоднократно появлялся в комиксах и видеоиграх франшизы.
Мо — владелец и одновременно бармен в «У Мо», спрингфилдском баре, любимом месте отдыха Барни Гамбла, Гомера Симпсона, Карла Карлсона, Ленни Леонарда.
Мо не имеет собственного дома и живёт в третьесортном отеле «Регент» («Moe’N’a Lisa»). Однако при этом он достаточно зажиточен, чтобы время от времени покупать себе плазменный телевизор.
Мо глубоко несчастен в личной жизни. Он тяжело переживает своё одиночество и физическую непривлекательность (даже видеозапись показывает его в самых неприглядных ракурсах), из-за чего регулярно предпринимает попытки самоубийства (засовывает голову в духовку газовой печи, пытается повеситься).
Мо был первым персонажем, озвученным Хэнком Азариа. По его словам, Мо говорит голосом Аль Пачино из фильма «Собачий полдень». Также известно, что американский комик и писатель Рич Холл считает себя прообразом для персонажа, так как «выглядит и разговаривает как Мо». Внешнее сходство Холла и Мо отмечал и Мэтт Гроенинг.

## Биография
Точное происхождение Мо неизвестно, в разных эпизодах оно было русским, итальянским, армянским, и голландским. По словам самого Мо, его предки были личными барменами русского царя («Mr. Lisa Goes to Washington»), что подтверждает версию о русских корнях; в эпизоде «Bart’s Inner Child» когда Мо прислушивается к своему внутреннему голосу, тот говорит что ему что «пора бы уже перестать говорить с акцентом» на что Мо с итальянским акцентом восклицает «Мамма мия!» и при этом сам внутренний голос говорит с итальянским акцентом; в «Bart-Mangled Banner» говорится о его голландских и датских корнях; в эпизоде («Lisa Goes Gaga») Мо говорит, что он «…только наполовину монстр, но и наполовину армянин…», что так же может свидетельствовать о его армянских кровях. Мо во многом похож на отца, Морти Сизлака.
Эпизод «King Leer», наконец, показывает семью Мо, повествует предысторию данного персонажа. Мо не был единственным ребёнком в семье, у Мо есть брат Марв и сестра Минни. У отца Мо, Морти Сизлака, был собственный бизнес, в его владениях было несколько магазинов по продаже матрасов и кроватей. Ключ к успеху состоял в том, что отец Мо поддерживал конкурентоспособность своего бизнеса, заражая матрасы в других магазинах венгерскими постельными клопами, что делало бизнес отца Мо ведущим в Спрингфилде. Когда Морти посчитал своего сына достаточно взрослым, он попросил его устранить соперников с помощью клопов. Мо передумал в последний момент, что послужило причиной банкротства нескольких семейных магазинов, так как конкуренты не гнушались пользоваться аналогичным методом борьбы. После данного инцидента Мо перестаёт общаться с семьёй. Отец выгоняет сына из дома, а его комнату переоснащает в тренажёрный зал. Брат и сестра затаили обиду на Мо после краха совместного семейного дела, где все прилагали максимум усилий, чтобы удержать бизнес на плаву, и прекратили общение на долгие годы. Лишь десятилетия спустя Мо и его семья вновь встречаются и пытаются возобновить общение по инициативе отца Мо. Мо стал владельцем одного из магазинов по продаже кроватей, равно как и его сестра Минни и брат Марв, после выхода отца семейства на пенсию, что показано в эпизоде «King Leer». До данного эпизода, где показана семья Мо, в сериале было дано много противоречивой информации относительно прошлого Мо. Так, по словам самого Мо, его отцом был цирковой уродец, но мать точно не помнит, какой именно — об этом сам персонаж сообщает в серии «Springfield Up». Также показывалось, что в младенчестве его воспитывал снежный человек. В одной из серий Тряпка, описывая свою историю попадания к Йети, в итоге подарившему Тряпку Мо, говорит «И он отдал это своему сыну».
Сам себя Мо считает уродцем, и в 16 серии 11 сезона соглашается на пластическую операцию. Он начинает сниматься в телесериале, в котором проходил неудачные пробы в молодости, где при несчастном случае на него падает декорация, делая лицо прежним. Мо получил свою специфическую внешность, когда Бернс въежал в город на слоне. Мо погладил животное, а слон наступил на его голову ногой, чем и сплющил лицо.
Поскольку буквосочетание SZ используется в западнославянских языках для обозначения звука [ш] (по аналогии с английским SH), то в первоначальном варианте фамилия Мо (или его предков), очевидно, была Шизлак, а не Сизлак. Замена Ш на С в данном случае — типичный вариант приспособления своей фамилии среди мигрантов для корректного произношения её в англоязычной среде.
Мо Сизлак либо иммигрировал в США (серия «Much Apu About Nothing»), либо родился в Индиане («Day of the Jackanapes»).
Ребёнком он подавал большие надежды как актёр и снимался в сериале «Маленькие жулики» в роли крепыша по прозвищу Вонючка до тех пор, пока не был уволен за случайное убийство одного из актёров. Известно, что в детстве он был брошен родителями, оставившими его в детском лагере («The Way We Weren’t»).
В юности Мо стал профессиональным боксёром, выступая под псевдонимами «Великолепный», «Солидный», «Уродец» и «Малыш Мо». Он ненавидит свою боксёрскую карьеру за то, что из-за неё в том числе он стал таким некрасивым. Эта некрасивость и становится причиной провала в пробах на одну из ролей в «мыльной опере».
После выхода из тюрьмы Мо работал в столовой школы, где училась Мардж, плюя в кастрюли с едой. Мардж и её подруга Хлоя сфотографировали это и опубликовали в школьной газете, после чего Мо уволили.
После окончания школы барменов при университете Свигмора (намёк на реально существующий американский Скидмор-колледж) Мо открыл своё собственное питейное заведение. Повзрослев, Мо сосредоточил все свои силы на управлении Таверной Мо, где он является единственным работником, за исключением редких случаев, когда приходится нанимать себе временных помощников.
Его лучший клиент — Барни Гамбл, также к завсегдателям заведения можно отнести Гомера Симпсона (Гомер Симпсон не обходится ни дня без похода в бар. В одной из серии он попросил у Бога восстановить бар после апокалипсиса), Ленни Леонарда, Карла Карлсона, Сэма и Ларри. Мо известен своей жадностью и прижимистостью с клиентами, не наливает «от заведения», а иногда даже выпроваживает посетителей, когда у тех кончаются деньги.
В основном Мо подаёт в розлив Пиво «Дафф», почти не разбираясь в остальных напитках; бутылки ликера, видимые за барной стойкой, оказываются нарисованными на стене, а в 15 серии 15 сезона по незнанию он продал бутылку коллекционного вина всего за несколько долларов.
Он, не сомневаясь, забрасывает свой бар, выгоняя постоянных клиентов и друзей, как только подворачивается что-то более привлекательное, как, например, появление в меню суперпопулярного коктейля «Горящий Мо» который, кстати, изобрел Гомер Симпсон, открытие постмодернистского бара «M», превращение, с подачи Мардж, таверны в британский паб или переделка его в Семейный ресторанчик дядюшки Мо.
Мо частенько оказывается вовлечён в тёмные делишки, такие как контрабанда панд и косаток, русская рулетка, нелицензированное казино, продажа крепкого алкоголя без лицензии (та, что висит у на стене бара, истекла в 1973 году, выдана в другом штате и подписана самим Мо), продажа спиртного во время сухого закона и организация подпольной операционной в своём баре.
Мо практически не придерживается правил торговли и содержания бара, из-за чего у него периодически возникают трения с властями. Его таверна абсолютно не выполняет требования санитарных норм, но исправлять чего-либо в ней Мо не желает. Чтобы избежать закрытия, он дает санинспекторам взятки в виде денег или бесплатных напитков.
Изредка можно увидеть, чем Мо занимается дома. Например, в серии «Burns’ Heir» с помощью скрытой камеры Барт и мистер Бернс видят, как он стоит перед зеркалом и общается сам с собой, пытаясь, по всей видимости, обыграть эпизод из фильма «Таксист». В «Lost Verizon» показывают, как Мо прослушивает дом Симпсонов, чтобы знать, чем живёт Мардж, но в это же время за ним через скрытую камеру следят агенты ФБР, приговаривая, что каждое сказанное им лишнее слово — лишний год в тюрьме.
По словам самого бармена, Мо — это не настоящее его имя. В серии «Eeny Teeny Maya Moe» он рассказывает своей новой девушке Майе, что сменил имя на Мо, вместо того, чтобы менять вывеску бара, и тем самым сэкономил 300 долларов. В эпизоде «Flaming Moe’s» временная помощница Колетт называет его Моррис, а в серии «Springfield Connection» Гомер с некой таинственностью называет его Моамар, подавая намёк что настоящее имя Мо всё-таки Моамар, в то время как Моррис это его второе имя или же Мо стесняется своего настоящего полного имени Моамар.

## Характер
У Мо достаточно тяжёлый, сварливый характер, причиной чего, по всей вероятности, послужил комплекс неполноценности, развившийся в молодые годы из-за боксёрских травм, изуродовавших его лицо.
Мо скор на расправу и обладает жестоким нравом (он всегда оказывается в первых рядах толпы, собирающейся устроить суд Линча), а также одновременной склонностью к убийству, суициду и неадекватному поведению. Эти склонности проявляются в его привычках: частых попытках самоубийства (включая ежегодные рождественские), ведении списка врагов (по примеру Ричарда Никсона), предводительстве в многочисленных спрингфилдских беспорядках и самосудах, похищении вокалиста Talking Heads Дэвида Бирна, стрельбы в Карла из обреза, ограблении Гомера на его шестисотдолларовые штаны, содержании Ганса Молмана под настилом бара в подземной пыточной камере, мошенничестве со страховкой («Dumbbell Indemnity») и преследовании других горожан.
Несмотря на это, в глубине души Мо — чувствительный и добродушный человек, что раскрывается в нескольких эпизодах, посвящённых ему.
Иногда Мо демонстрирует истинную любовь и сентиментальность. У него есть кот по имени Мистер Милашка, от которого он без ума. Также он очень привязан к крысам, живущим в его баре. Вечером по средам он читает книжки бездомным в приюте и больным детям в клинике.
Мо принадлежит известная цитата: «Постмодернизм — глупость ради глупости».

## Любовные похождения
У Мо плохо обстоят дела с личной жизнью из-за его вульгарных манер и внешней непривлекательности. Несмотря на это, несколько романтических приключений всё-таки случились в его жизни, включая роман со своей помощницей Колетт («Flaming Moe's»), намерение сбежать с Эдной Крабаппл («The Seemingly Never-Ending Story»), свидания с Рене («Dumbbell Indemnity»), свидания с Бетти («The Simpsons Spin-Off Showcase») свидания с Майей («Eeny Teeny Maya Moe»), наслаждение обществом множества женщин после пластической операции, исправившей его уродство («Pygmoelian»), бывшие отношения с Лейни Фонтейн (My Fare Lady и From Russia Without Love), несостоявшийся брак с Анастасией Алековой (From Russia Without Love).
Долгое время он был безнадежно влюблён в Мардж Симпсон, время от времени пытаясь увести её у Гомера.

## Телефонные розыгрыши

Барт разыгрывает Мо по телефону.

В ранних эпизодах Симпсонов Мо часто становился мишенью для телефонных розыгрышей Барта Симпсона. Барт звонил в таверну Мо и просил позвать к телефону человека, называя его имя и фамилию. Когда Мо начинал громко, на весь бар, звать к телефону какую-нибудь Аманду Киссинхаг, это звучало как «Эй, парни, мне нужен мужик, чтобы целовать и обнимать!» («Hey, fellas, I need Amanda Kissinhugg!» (англ. жаргон «a man da kiss’n’hug!»). Посетители бара смеялись, и Мо, поняв, что его разыграли, выдавал в телефонную трубку серию ругательств и проклятий.
Мо очень переживает из-за розыгрышей. В серии «Dark Knight Court» Мо заявил, что из-за одной шутки Барта, был опозорен, не успел наругать и проклясть виноватого, и заплакал (вымышленное имя и шутка так и не были упомянуты).
Вот некоторые из вымышленных имён, использованных Бартом для розыгрышей:
- Эл Кохолик (Al Coholic — «Alcoholic», «Алкоголик»)
- Оливер Клотесофф (Oliver Clothesoff — «All of her clothes off», «Снять с неё всю одежду»)
- И. П. Фрили (I.P. Freely — «I pee freely», «Я писаю свободно»)
- Джек Страп (Jacques Strap — «Jock strap», «Бондаж»)
- Сеймур Батц (Seymour Butz — «See more butts», «Видеть больше задниц»)
- Сексуальный Гомер (Homer Sexual — «Homosexual», «Гомосексуалист»)
- Майк Ротч (Mike Rotch — «My crotch», «Моя промежность»)
- Хью Джесс (Hugh Jass — «Huge ass», «Огромная задница»). Эта шутка сорвалась: мужчина по имени Хью Джесс действительно оказался в баре и ответил на звонок.
- Олли Табуджер (Olly Tabugar — «I’ll eat a booger», «Я съем козявку»)
- Хейвуд Ю. Кадлми (Heywood U. Cuddleme — «Hey would you cuddle me», «Эй, может, обнимешь меня?»)
- Айванна Тинкл (Ivanna Tinkle — «I wanna tinkle», «Я хочу пи-пи»)
- Олаф Майфренд-Сергей (Olaf Maifrend-Sergei — «All of my friends are gay», «Все мои друзья — геи»)
- Майя Нормусбат (Maya Normousbutt — «My enormous butt», «Моя из ряда вон выходящая задница»)
- Пьер Пантс (Pierre Pants — «Pee your pants», «Надуй в штаны»)

Когда Мо взяли на работу в школу временным учителем, он по незнанию рассмешил аудиторию, вызвав учеников Аниту Бат (Anita Bath — «I need a bath» — «Мне нужно помыться») и Майю Батрикс (Maya Butreeks — «My butt reeks» — «Моя задница воняет»). Мо так и не понял, чем вызван смех учеников.
Но разыгрывали по телефону и другие, включая Гомера Симпсона, спросившего Юру Снотболл (Eura Snotball — «You’re a snotball» — «Ты — козявка»). В одной из серии когда Гомер Симпсон стал временным барменом, он быстро одурачил Барта и тот бросил трубку, хотя сам Гомер с наслаждением ждал когда будет розыгрыш, не зная что он уже наступил.
Иногда Мо принимает за розыгрыш звонки, розыгрышами не являющиеся. Так, в серии «Homer the Smiters» в бар по ошибке звонит Мистер Бернс в попытке вернуть Смитерса на работу, и слышит от Мо серию изощренных проклятий. А в одном из серии, получает от него те же средства, вовсе не Смитерс.
Можно было бы думать, что Мо не догадывается, кто его дразнит, но в одной из серий он сам просит Барта позвонить ему и разыграть. В другой серии Барт заходит к Мо, тот узнает голос Барта. Мо спрашивает, чем Барт занимается, и Барт честно отвечает, что прикалывается по телефону.
Телефонный номер забегаловки Мо — 555—1239 (но в серии Homer the Smithers мистер Бернс, пытаясь позвонить Смитерсу, набирает на телефоне буквы SMITERS, то есть номер 764-83-77, и попадает на Мо).

## Эпизоды с Мо
Здесь приведён список эпизодов «Симпсонов», в которых Мо Сизлаку отведена важная роль.
- «Flaming Moe's» (10-й эпизод третьего сезона) — Мо крадет у Гомера рецепт его коктейля и его бар становится безумно популярным.
- «Team Homer» (12-й эпизод седьмого сезона) — Мо становится членом команды Гомера по боулингу.
- «The Homer They Fall» (3-й эпизод восьмого сезона) — Мо становится тренером по боксу Гомера.
- «Dumbbell Indemnity» (16-й эпизод девятого сезона) — Пытаясь впечатлить новую подружку, оказывается ввязанным в мошенничество со страховкой.
- «Pygmoelian» (16-й эпизод одиннадцатого сезона) — После пластической операции Мо становится героем мыльной оперы.
- «Homer the Moe» (3-й эпизод тринадцатого сезона) — Гомер и Мо становятся конкурентами, когда Мо делает из своего бара модное заведение, а Гомер открывает свой собственный бар в гараже.
- «Moe Baby Blues» (22-й эпизод четырнадцатого сезона) — Мо спасает жизнь Мэгги, Мэгги становится новой причиной для Мо, чтобы жить.
- «Mommie Beerest» (7-й эпизод шестнадцатого сезона) — Мардж становится совладелицей бара.
- «Moe'N'A Lisa» (6-й эпизод восемнадцатого сезона) — У Мо открывается поэтический талант.
- «Eeny Teeny Maya Moe» (16-й эпизод двадцатого сезона) — Мо знакомится в интернете с девушкой-лилипутом и предлагает выйти замуж, но она отказывается.
- «Moe Letter Blues» (21-й эпизод двадцать первого сезона) — В таверну Мо приходит много знаменитых людей.
- «Judge Me Tender» (23-й эпизод двадцать первого сезона) — У Мо открывается талант судьи-критика на различных конкурсах.

## Мо в «Домике ужасов на дереве»
Выпуски к хэллоуину, в которых Мо либо имеет большую роль, либо небольшую, либо появляется камео. Мо появляется во всех выпусках, кроме первого и четвёртого.
- Второй выпуск — появляется камео в сегменте «Обезьянья Лапа» Мо прогоняет пришельцев доской с гвоздём по желанию Неда Фландерса. Такжео в истории «Это жизнь Барта», Мо слушает телефонный розыгрыш Барта. Наругать и проклясть виноватого у него не получается, так как Мо, как и другие жители Спрингфилда, опосался сверхспособностей Барта.
- Третий выпуск — появляется камео в «Гомер Конг», где смотрит на Гомера.
- Пятый выпуск — появляется камео в «Свечение», где Мо, Барни, Карл и Ленни предлагают Гомеру убить свою семью за пиво.
- Шестой выпуск — появляется камео в «Атака 50-ти фунтовых уродов», где Мо и жители Спрингфилда смотрят на рекламных персонажей.
- Седьмой выпуск — появляется камео в «Гражданин Канг», где голосует за Канга.
- Восьмой выпуск — имеет небольшую роль в «Человек Омега», где не умирает от взрыва, а превращается в мутанта. И в «Легко-выпекаемый шабаш», где со всеми судит Мардж, а позже охотится за Лизой.
- Девятый выпуск — имеет небольшую роль в «Парик-убийца», где становится свидетелем преступления Змея, и Гомер с волосами Змея убивает Мо.
- Десятый выпуск — появляется камео в «Жизнь и вирус, а потом смерть», где он со всеми удивляется отключению электричества, а потом умирает на Земле, когда туда летит метеорит.
- Одиннадцатый выпуск — имеет небольшую роль в «Ночь дельфина», где со всеми пытается вернуть дельфинов в воду, но проигрывает.
- Двенадцатый выпуск — появляется камео в «Ведьма в большом городе», где наливает Гомеру пиво.
- Тринадцатый выпуск — имеет небольшую роль в «Бойтесь и ужасайтесь», где прогоняет мертвецов, а потом забирает машину времени и перемещается в прошлое. И в «Остров доктора Хибберта», где он был превращён в лягушку.
- Четырнадцатый выпуск — появляется камео в «Остановите мир, я хочу подурить», где гонится за Милхаусом и Бартом.
- Пятнадцатый выпуск — появляется камео в «Четыре обезглавливания и одни похороны», где Мо просит в своей курилке просит Гомера не бросать его клиентов.
- Шестнадцатый выпуск — появляется камео в «Выживание толстейшего», где его убивает Мистер Бёрнс. И в «Главное, чтобы костюмчик сидел», где переодевается в Хью Хенфера. Он не хотел вернуться назад в обычное состояние.
- Семнадцатый выпуск — имеет небольшую роль в «День, когда Земля глупо выглядела», где прикидывается животным.
- Восемнадцатый выпуск — появляется камео в «Чёртов дом», где жалуется на Гомера, что Барт и Лиза проказничают.
- Девятнадцатый выпуск — появляется камео в «Неназванная робо-пародия», где им роботы играют в настольный футбол.
- Двадцатый выпуск — появляется в «Не ешьте коров, человечество», где сначала его берут посетители собственного бара, а потом превращается в зомби. И имеет большую роль в «Нет такого бизнеса, как бизнес Мо», где из крови Гомера делает пиво, и пытается пристать к Мардж.
- Двадцать первый выпуск — появляется камео в «Война и фишки», где, когда Барт и Милхаус играют в игру, в коробке лежат головы: Мо, Смиттерса, Апу, Мэла и диско Стю.
- Двадцать второй выпуск — появляется камео в «На’Ви», во время боя, судьба неизвестна, скорее всего вместе со всеми людьми умер в бою.
- Двадцать третий выпуск — появляется как камео в начале, в виде палача племени Майя и как камео в «Величайшая из каких-либо дырявых историй», где смотрит на создание чёрной дыры в большом адронном коллайдере.
- Двадцать четвёртый выпуск — появляется камео в заставке, убегая от монстров. В «Толстяк в шляпе» был убит Гомером и повешен на шею. В «Уродцы, не идиоты» был самым страшным уродом в цирке Мистера Бёрнса.
- Двадцать пятый выпуск — имеет большую роль в «Время жёлтого», где играет роль главного бандита.

В 11-м выпуске появляется тролль с лицом Мо.
В 23-м выпуске также появляется демон с лицом Мо, но утверждает, что он не Мо.

## Влияние
Один из баров в Остине, Техас, на некоторое время стал «Таверной Мо». Подобные заведения открывались и в некоторых других городах США — например, в Спрингфилде, Орландо, Кливленде и Чикаго.